# Якобиан
Якобиа́н (определитель Яко́би, функциональный определитель) — определённое обобщение производной функции одной переменной на случай отображений из евклидова пространства в себя.
Якобиан выражается как определитель матрицы Якоби — матрицы, составленной из частных производных отображения.
Якобиан отображения {\displaystyle f} в точке {\displaystyle x} обычно обозначается {\displaystyle \mathop {\rm {Jac}} \nolimits _{x}f}, иногда также следующим образом:
{\displaystyle {\frac {D(f_{1},\dots ,f_{n})}{D(x_{1},\dots ,x_{n})}}} , или {\displaystyle {\frac {\partial (f_{1},\dots ,f_{n})}{\partial (x_{1},\dots ,x_{n})}}}
Также якобианом иногда (по-русски такое употребление термина не вполне принято) называют саму матрицу Якоби, а не её определитель. По-английски и в некоторых других языках термин якобиан считается равно приложимым к матрице Якоби и её определителю.
Введён Якоби (1833, 1841).

## Определение
Якобиан векторной функции {\displaystyle \mathbf {u} :\mathbb {R} ^{n}\to \mathbb {R} ^{n},\mathbf {u} =(u_{1},\ldots ,u_{n}),u_{i}=u_{i}(x_{1},\ldots ,x_{n}),i=1,\ldots ,n}, имеющей в некоторой точке {\displaystyle x} все частные производные первого порядка, определяется как
{\displaystyle \det {\begin{pmatrix}{\partial u_{1} \over \partial x_{1}}(x)&{\partial u_{1} \over \partial x_{2}}(x)&\cdots &{\partial u_{1} \over \partial x_{n}}(x)\\{\partial u_{2} \over \partial x_{1}}(x)&{\partial u_{2} \over \partial x_{2}}(x)&\cdots &{\partial u_{2} \over \partial x_{n}}(x)\\\cdots &\cdots &\cdots &\cdots \\{\partial u_{n} \over \partial x_{1}}(x)&{\partial u_{n} \over \partial x_{2}}(x)&\cdots &{\partial u_{n} \over \partial x_{n}}(x)\end{pmatrix}}.}
Также можно говорить об определителе Якоби или якобиане системы функций {\displaystyle u_{1},\ldots ,u_{n}}.

## Геометрическая интерпретация
Если функции {\displaystyle {\tilde {x}}_{1}(x_{1},\dots ,x_{n}),\ldots ,{\tilde {x}}_{n}(x_{1},\dots ,x_{n})} определяют преобразование координат {\displaystyle x_{i}\rightarrow {\tilde {x}}_{j}}, то смысл определителя Якоби состоит в отношении объёмов параллелепипедов, «натянутых» на {\displaystyle d{\tilde {x}}_{1},d{\tilde {x}}_{2},\dots ,d{\tilde {x}}_{n}} и на {\displaystyle dx_{1},dx_{2},\dots ,dx_{n}} при равенстве произведений {\displaystyle d{\tilde {x}}_{1}d{\tilde {x}}_{2}\dots d{\tilde {x}}_{n}=dx_{1}dx_{2}\dots dx_{n}}.

## Применение
- Якобиан часто применяется при анализе неявных функций.
- Неравенство определителя Якоби нулю служит удобным необходимым и достаточным условием локальной невырожденности преобразования координат, то есть означает, что в окрестности рассматриваемой точки это преобразование является диффеоморфизмом.
- Интеграл по области при невырожденном преобразовании координат {\displaystyle {\tilde {x}}_{j}\rightarrow x_{i}} преобразуется как
{\displaystyle \int \limits _{\tilde {\Omega }}f({\tilde {x}}_{1},{\tilde {x}}_{2},\dots ,{\tilde {x}}_{n})d{\tilde {x}}_{1}d{\tilde {x}}_{2}\dots d{\tilde {x}}_{n}=}
{\displaystyle =\int \limits _{\Omega }f({\tilde {x}}_{1}(x_{1},x_{2},\dots ,x_{n}),{\tilde {x}}_{2}(x_{1},x_{2},\dots ,x_{n}),\dots ,{\tilde {x}}_{n}(x_{1},x_{2},\dots ,x_{n})){\bigg |}{\frac {D({\tilde {x}}_{1},{\tilde {x}}_{2},\dots ,{\tilde {x}}_{n})}{D(x_{1},x_{2},\dots ,x_{n})}}{\bigg |}dx_{1}dx_{2}\dots dx_{n}}
(формула замены переменных в n-мерном интеграле).

## Примеры
Пример 1. Переход элементарной площади {\displaystyle \mathrm {d} S=\mathrm {d} x\,\mathrm {d} y} от декартовых координат (x, y) к полярным координатам (r, φ):
{\displaystyle x=r\,\cos \varphi }
{\displaystyle y=r\,\sin \varphi .}
Матрица Якоби имеет следующий вид
{\displaystyle {\hat {I}}(r,\varphi )={\begin{bmatrix}{\dfrac {\partial x}{\partial r}}&{\dfrac {\partial x}{\partial \varphi }}\\[3pt]{\dfrac {\partial y}{\partial r}}&{\dfrac {\partial y}{\partial \varphi }}\\\end{bmatrix}}={\begin{bmatrix}\cos \varphi &-r\,\sin \varphi \\\sin \varphi &r\,\cos \varphi \end{bmatrix}}.}
А якобиан перехода от декартовых координат к полярным — есть определитель матрицы Якоби:
{\displaystyle J(r,\varphi )=\det {\hat {I}}(r,\varphi )=\det {\begin{bmatrix}\cos \varphi &-r\,\sin \varphi \\\sin \varphi &r\,\cos \varphi \end{bmatrix}}=r.}
Таким образом, элемент площади при переходе от декартовых к полярным координатам будет выглядеть следующим образом:
{\displaystyle \mathrm {d} S=\mathrm {d} x\,\mathrm {d} y=J(r,\varphi )\,\mathrm {d} r\,\mathrm {d} \varphi =r\,\,\mathrm {d} r\,\mathrm {d} \varphi }
Пример 2. Переход элементарного объёма {\displaystyle \mathrm {d} V=\mathrm {d} x\,\mathrm {d} y\,\mathrm {d} z} от декартовых координат (x, y, z) к сферическим координатам (r, θ, φ) :
{\displaystyle x=r\,\sin \theta \,\cos \varphi }
{\displaystyle y=r\,\sin \theta \,\sin \varphi }
{\displaystyle z=r\,\cos \theta .}
Матрица Якоби имеет следующий вид
{\displaystyle {\hat {I}}(r,\theta ,\varphi )={\begin{bmatrix}{\dfrac {\partial x}{\partial r}}&{\dfrac {\partial x}{\partial \theta }}&{\dfrac {\partial x}{\partial \varphi }}\\[3pt]{\dfrac {\partial y}{\partial r}}&{\dfrac {\partial y}{\partial \theta }}&{\dfrac {\partial y}{\partial \varphi }}\\[3pt]{\dfrac {\partial z}{\partial r}}&{\dfrac {\partial z}{\partial \theta }}&{\dfrac {\partial z}{\partial \varphi }}\\\end{bmatrix}}={\begin{bmatrix}\sin \theta \,\cos \varphi &r\,\cos \theta \,\cos \varphi &-r\,\sin \theta \,\sin \varphi \\\sin \theta \,\sin \varphi &r\,\cos \theta \,\sin \varphi &r\,\sin \theta \,\cos \varphi \\\cos \theta &-r\,\sin \theta &0\end{bmatrix}}.}
А якобиан перехода от декартовых координат к сферическим — есть определитель матрицы Якоби:
{\displaystyle J(r,\theta ,\varphi )=\det {\hat {I}}(r,\theta ,\varphi )=\det {\begin{bmatrix}\sin \theta \,\cos \varphi &r\,\cos \theta \,\cos \varphi &-r\,\sin \theta \,\sin \varphi \\\sin \theta \,\sin \varphi &r\,\cos \theta \,\sin \varphi &r\,\sin \theta \,\cos \varphi \\\cos \theta &-r\,\sin \theta &0\end{bmatrix}}=r^{2}\sin \theta .}
Таким образом, элемент объёма при переходе от декартовых к сферическим координатам будет выглядеть следующим образом:
{\displaystyle \mathrm {d} V=\mathrm {d} x\,\mathrm {d} y\,\mathrm {d} z=J(r,\theta ,\varphi )\,\mathrm {d} r\,\mathrm {d} \theta \,\mathrm {d} \varphi =r^{2}\sin \theta \,\,\mathrm {d} r\,\mathrm {d} \theta \,\mathrm {d} \varphi }

## Свойства
- Абсолютное значение якобиана в некоторой точке {\displaystyle x} равно коэффициенту искажения объёмов в этой точке (то есть пределу отношения объёма образа окрестности точки {\displaystyle x} к объёму самой окрестности, когда размеры окрестности стремятся к нулю).
- Якобиан в точке {\displaystyle x} положителен, если отображение не меняет ориентации в окрестности точки М, и отрицателен в противоположном случае.
- Если якобиан отображения не обращается в нуль в области {\displaystyle \Delta }, то отображение {\displaystyle \Delta } является локальным диффеоморфизмом.